# Xanthosoma hebetatum
Xanthosoma hebetatum är en kallaväxtart som beskrevs av Thomas Bernard Croat och D.C.Bay. Xanthosoma hebetatum ingår i släktet Xanthosoma och familjen kallaväxter. Inga underarter finns listade.